# 1-хлорбутан
1-хлорбутан — органічна речовина з хімічною формулою {\displaystyle {\ce {CH3(CH2)3Cl}}}, належить до групи галогеналканів. Це безбарвна легкозаймиста рідина.

## Отримання
Синтез здійснюють термічним хлоруванням бутану в присутності каталізатора оксида алюмінію при 200 °С. При цьому утворюється рівна кількість 2-хлорбутану та невелика кількість дихлорбутану. Цей синтез також можна провести фотохімічним шляхом при 15–20 °C, при цьому розподіл продуктів реакції буде подібним. Іншим способом отримання є реакція 1-бутанолу з хлористим воднем при 100 °C.

## Використання
1-хлорбутан використовується як реагент алкілування для введення бутильної групи в органічному синтезі (наприклад, для іонних рідин). При взаємодії з металевим літієм отримують бутиллітій, який дуже часто використовують для металоорганічних синтезів:
{\displaystyle {\ce {2Li + C4H9Cl -> C4H9Li + LiCl}}}
Сполука має дуже хороші властивості розчинника жирів, масел і воску, а також використовується у високоефективній рідинній хроматографії. У ветеринарії 1-хлорбутан використовується як засіб проти нижчих глистів.